# ゴースト・オブ・ミシシッピー
『ゴースト・オブ・ミシシッピー』（原題：Ghosts of Mississippi）は、1996年のアメリカ合衆国の映画。ロブ・ライナー監督。

## 概要
1963年に起きたアフリカ系アメリカ人の公民権運動家メドガー・エヴァーズ射殺事件を追い続け、その犯人である白人至上主義者バイロン・デ・ラ・ベックウィズを30年後に有罪に持ち込んだ地方検事ボビー・デローターとメドガーの妻マーリー・エヴァーズの闘いを描いた映画。日本では劇場未公開でVHS化された。
ベックウィズを演じたジェームズ・ウッズの鬼気迫る演技は高く評価され、第69回アカデミー助演男優賞にノミネートされた。
タイトルの意味は、主人公の娘クレアの部屋に出るという幽霊と、アメリカ合衆国南部に根強く残る“人種偏見”を亡霊に喩えたもの。

## キャスト
| 役名                           | 俳優                     | 日本語吹替 |
| ------------------------------ | ------------------------ | ---------- |
| ボビー・デローター             | アレック・ボールドウィン | 金尾哲夫   |
| マーリー・エヴァーズ           | ウーピー・ゴールドバーグ | 後藤加代   |
| バイロン・デ・ラ・ベックウィズ | ジェームズ・ウッズ       | 坂口哲夫   |
| ディクシー・デローター         | ヴァージニア・マドセン   |            |
| ペギー・ロイド                 | スザンナ・トンプソン     |            |
| エド・ピーターズ               | クレイグ・T・ネルソン    |            |
| バート・デローター             | ルーカス・ブラック       | 紗ゆり     |
| クレア・デローター             | アレクサ・ヴェガ         |            |
| チャーリー・クリスコ           | ウィリアム・H・メイシー  | 田原アルノ |
| キャロライン・ムーア           | ダイアン・ラッド         |            |
| ヒルバーン判事                 | テリー・オクィン         |            |
| メドガー・エヴァーズ           | ジェームズ・ピケンズ・Jr |            |
| ウォルター・ウィリアムズ       | ブロック・ピーターズ     |            |